# (8042) 1994 AX2
A (8042) 1994 AX2 a Naprendszer kisbolygóövében található aszteroida. Ueda Szeidzsi és Kaneda Hirosi fedezte fel 1994. január 12-én.